# Correlatori digitali e disturbi

Ondulazioni su correlazione digitale in presenza di disturbi

L'analisi del comportamento del binomio correlatori digitali e disturbi è necessaria per evidenziare come variano le funzioni di correlazione quando i segnali da elaborare sono inquinati dai disturbi.
L'esigenza di questa analisi è fondamentale quando i processi di correlazione sono parte dei sistemi di scoperta sonar; dall'effetto dei disturbi sui segnali si determinano le portate di scoperta dei localizzatori subacquei.

## Rivisitazione algoritmi di correlazione
Per esaminare gli effetti dei disturbi sui processi di correlazione digitali è necessario scrivere l’algoritmo relativo alla correlazione incrociata tra due segnali {\displaystyle f1(t)\ e\ f2(t)}  :
l'algoritmo citato, formulato per assenza di disturbi, è riportato nella 1):
{\displaystyle C(\tau )=(2/\pi )\arcsin \left\{{\frac {\sin \ [2\cdot \pi \cdot DF\cdot (\tau -\tau *)]\cdot \cos \ [2\cdot \pi \cdot Fo\cdot (\tau -\tau *)]}{[2\cdot \pi \cdot DF\cdot (\tau -\tau *)]}}\right\}\ \ \ } 1) 
La crva di  {\displaystyle C(\tau )} per i valori di:
{\displaystyle F1=2000\ Hz} 
{\displaystyle F1=6000\ Hz}
{\displaystyle \tau *=200\ \mu s} 
{\displaystyle \tau } variabile da {\displaystyle 0\ a\ 1000\ \mu s} 
è tracciata in figura:

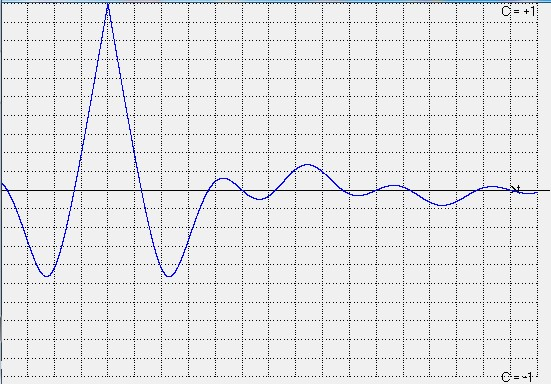
Andamento della 1) in funzione di

In evidenza due particolari di questa curva  per confrontarli in seguito con analoghi in presenza dei disturbi:
- Il massimo della {\displaystyle C(\tau )} per {\displaystyle \tau =200\ \mu s} ha ampiezza massima normalizzata ad {\displaystyle 1.}

- Il massimo della {\displaystyle C(\tau )} è distinto da una cuspide caratteristica della presenza nella 1) della funzione arcoseno.

## Calcolo della C(tao)  in presenza del disturbo
In questa sezione le ampiezze dei segnali {\displaystyle F1(t)\ e\ F2(t)} applicate all'ingresso del correlatore sono uguali e le indichiamo con {\displaystyle si}.
Analogamente i disturbi {\displaystyle n1(t)\ e\ n2(t)} che inquinano i segnali hanno uguale ampiezza {\displaystyle ni} e si intendono tra loro non coerenti.
L'algoritmo di cui al titolo è riportato nella 2):
{\displaystyle C(\tau )=(2/\pi )\arcsin K\cdot \left\{{\frac {\sin \ [2\cdot \pi \cdot DF\cdot (\tau -\tau *)]\cdot \cos \ [2\cdot \pi \cdot Fo\cdot (\tau -\tau *)]}{[2\cdot \pi \cdot DF\cdot (\tau -\tau *)]}}\right\}\ \ \ } 2) 
dove {\displaystyle K} è una variabile dipendente dal rapporto tra l'ampiezza del segnale {\displaystyle si} e l'ampiezza del disturbo {\displaystyle ni} secondo la 3):
{\displaystyle K=\left[{\frac {1}{1+(ni/si)^{2}}}\right]\ \ \ } 3) 
Dalla 3) si osserva che se il rumore è assente: {\displaystyle ni=0} si ha  {\displaystyle K=1} e la 2) è identica alla 1).

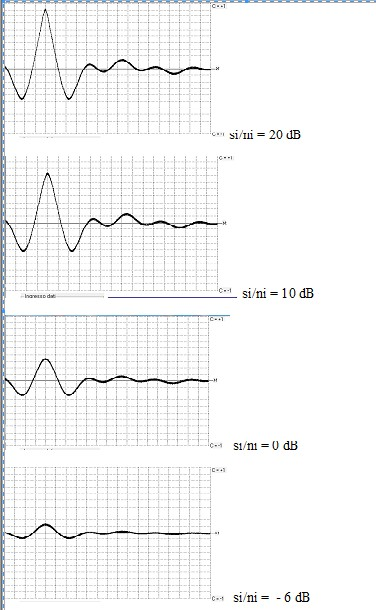
Andamento dell'ampiezza di per quattro diversi valori del rapporto segnale disturbo

La variazione del rapporto {\displaystyle (si/ni)} trasforma completamente l'andamento della curva relativa all'algoritmo 1) così come mostrano i seguenti quattro tracciati di figura:
Le quattro curve mostrano la trasformazione della 1) mano a mano che il rapporto s/n decresce
-Per {\displaystyle si/ni=20\ dB} (rapporto {\displaystyle 10\ a\ 1} ) la {\displaystyle C(\tau )} ha un valore di poco inferiore ad {\displaystyle 1} e la cuspide si è di poco alterata.
-Per {\displaystyle si/ni=10\ dB} (rapporto {\displaystyle 3.3\ a\ 1} ) la {\displaystyle C(\tau )} ha un valore di {\displaystyle 0.7} e la cuspide si è trasformata nell'andamento della funzione {\displaystyle (\sin \ x)/x} .
-Per {\displaystyle si/ni=0\ dB} (rapporto {\displaystyle 1\ a\ 1} ) la {\displaystyle C(\tau )} scende a  {\displaystyle 0.3}.
-Per {\displaystyle si/ni=-6\ dB} (rapporto {\displaystyle 1\ a\ 2} ) la {\displaystyle C(\tau )} scende a  {\displaystyle 0.1}.
In figura si osserva che mano a mano che l'ampiezza delle curve decresce aumenta lo spessore della traccia; questo fenomeno è dovuto al peggioramento del rapporto {\displaystyle si/ni} che evidenzia la presenza della varianza che è più marcata per piccoli rapporti {\displaystyle si/ni.}

### Andamento di C(tao) in funzione di si/ni

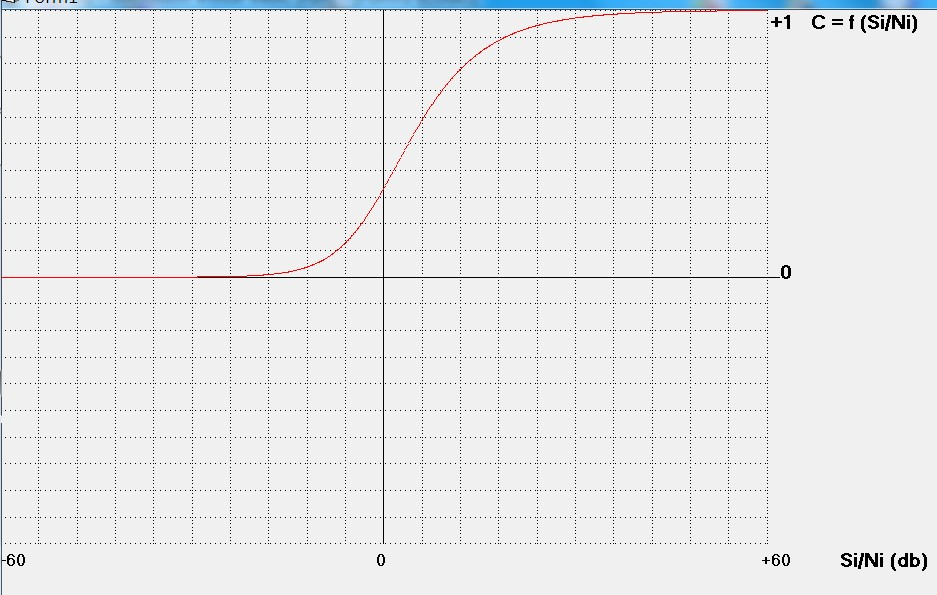
in funzione del rapporto si/ni espresso in decibel

L'andamento dell'ampiezza della {\displaystyle C(\tau )} per {\displaystyle \tau =\tau *}  normalizzata all'unità
è dato dalla funzione:
{\displaystyle Sux=(2/\pi )\cdot \arcsin \left[{\frac {1}{1+(ni/si)^{2}}}\right]\ \ \ } 4).
L'andamento di {\displaystyle Sux} in funzione del rapporto {\displaystyle si/ni} espresso in decibel  è riportato in figura, per {\displaystyle si/ni} variabile da  -{\displaystyle 60\ dB} (rapporto {\displaystyle 1/1000}) a +{\displaystyle 60\ dB} (rapporto {\displaystyle 1000/1})
Lo studio del comportamento della 2) e della 4) sono di fondamentale importanza per la scoperta di piccoli segnali coperti dai disturbi.